# Lyons, Ohio
Lyons är en ort (village) i Fulton County i Ohio. Vid 2010 års folkräkning hade Lyons 562 invånare.